# Michael Kössler
Michael Kössler (německy též Kößler, Kösler, Koeßler, Kossler, polsky Michał) (kolem 1670 ve Švábsku, Mindelan – po 1734 pravděpodobně na území Horního Slezska, Falkenberské knížectví po 1945 Niemodlin) byl německý barokní sochař a řezbář. 

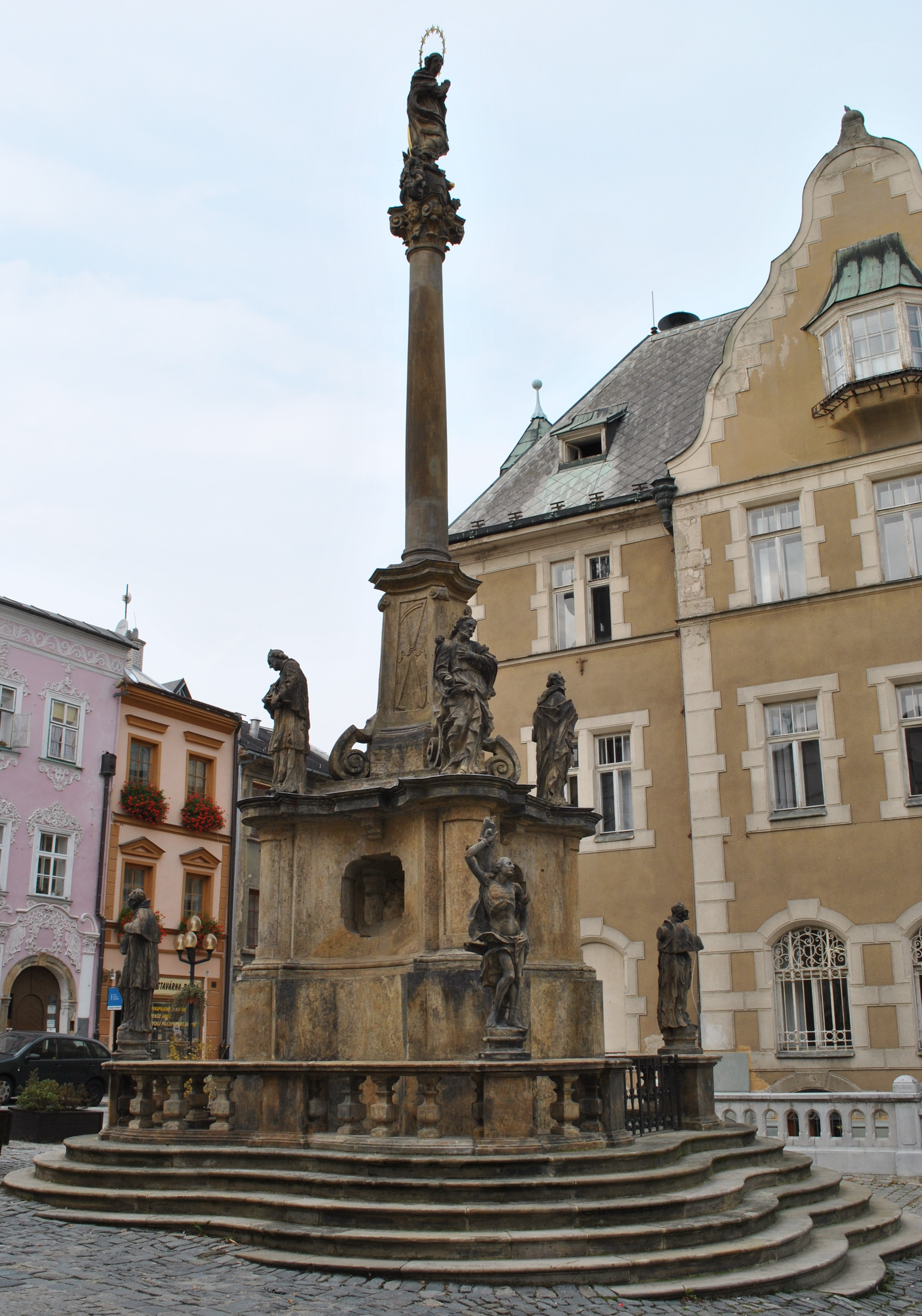
Mariánský sloup v Šumperku (1718–1720)

## Život
Údaje o jeho životě nejsou doposud dostatečně známy, stejně jako přesné datum jeho smrti. Také jeho tvorba rovněž není ještě zcela zdokumentována. Z dochovaných písemných pramenů je možno zjistit, že do Slezska přišel před rokem 1699. Nejprve se usadil ve Vratislavi, kde se 2. března 1699 oženil a kde v témže roce nechal pokřtít své dítě.

## Dílo

### Dolní Slezsko
Již kolem roku 1700 se objevil v Kladsku, kde získal měšťanské právo a založil sochařskou dílnu. Z církevních záznamů se dozvídáme, že v roce 1708 v Kladsku nechal pokřtít své druhé dítě. Do jeho rané tvorby spadá zakázka pro obec Konradswalde (po 1945 Konradów v blízkosti města Landek, kde při farním kostele Povýšení sv. Kříže zhotovil roku 1705 hlavní oltář, který byl již v roce 1751 odstraněn a nahrazen novým. Kostel současně obohatil o vyřezávané sošky světců – mučedníků, sv. Blažeje a sv. Valentina (1705), dodnes dochovaných. 

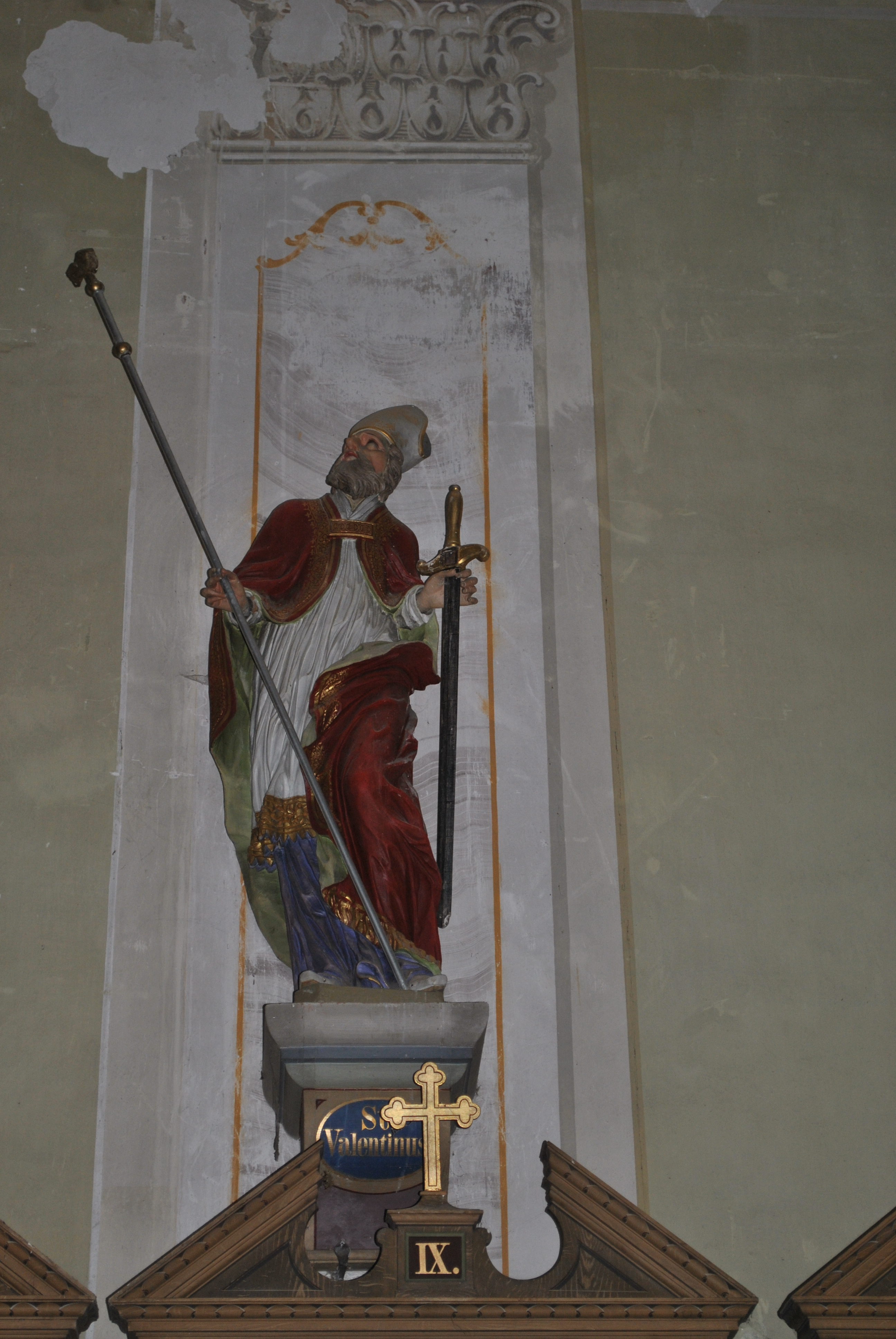
Sv. Valentin (1705), kostel Povýšení sv. Kříže, Konradów

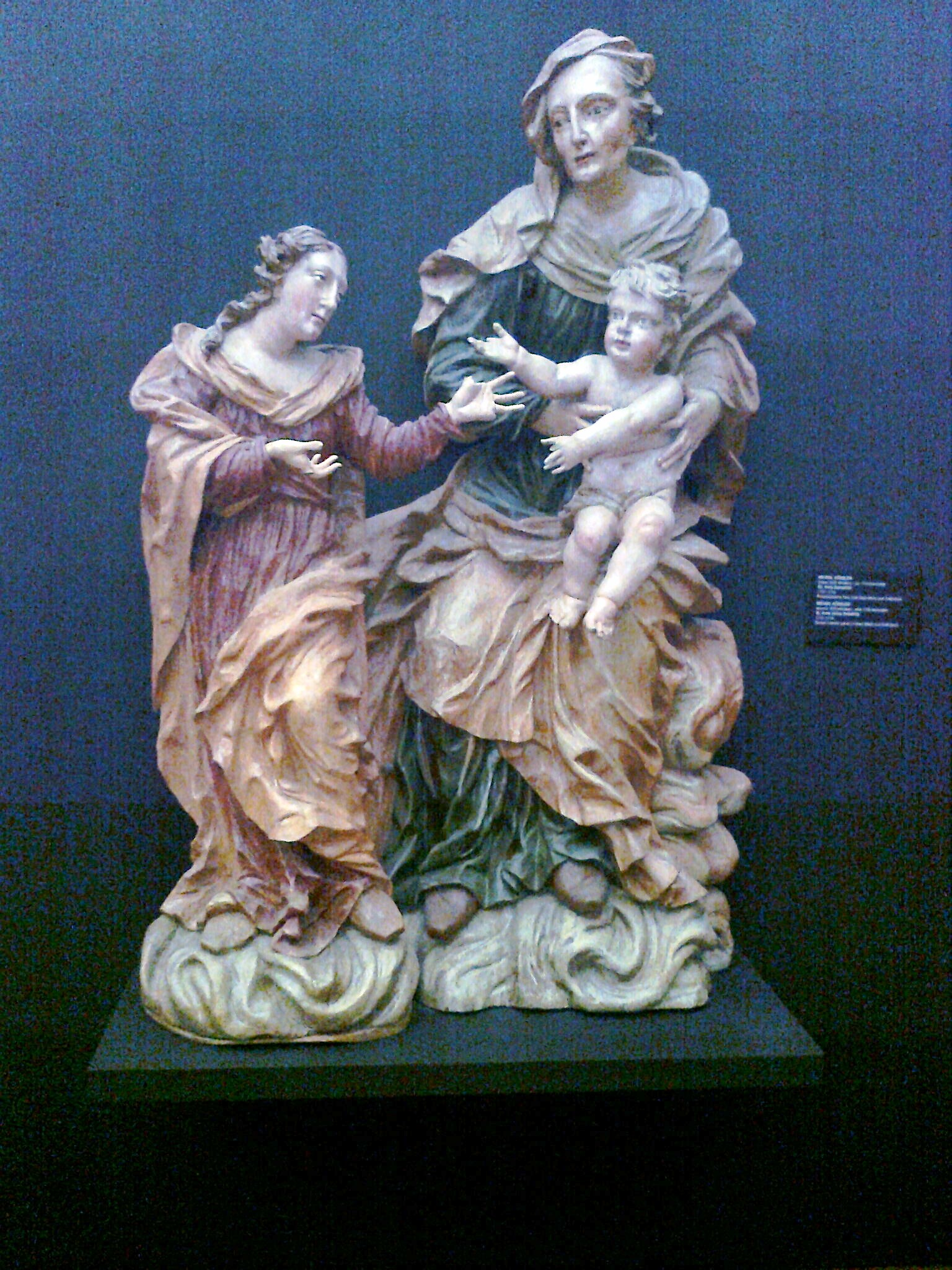
Sv. Anna Samatřetí (1712–1716), kostel Sv. Anny, Staré Město pod Sněžníkem; dnes Arcidiecézní muzeum Olomouc

Známy jsou jeho práce pro jezuitský kostel Nanebevzetí Panny Marie v městě Kladsku, kde od roku 1704 zdobí hlavní loď Čtrnáct svatých pomocníků umístěných mezi otvory tribuny a Oltář sv. Ignáce z Loyoly (1712–1713) v apsidě jižní lodi kostela. 

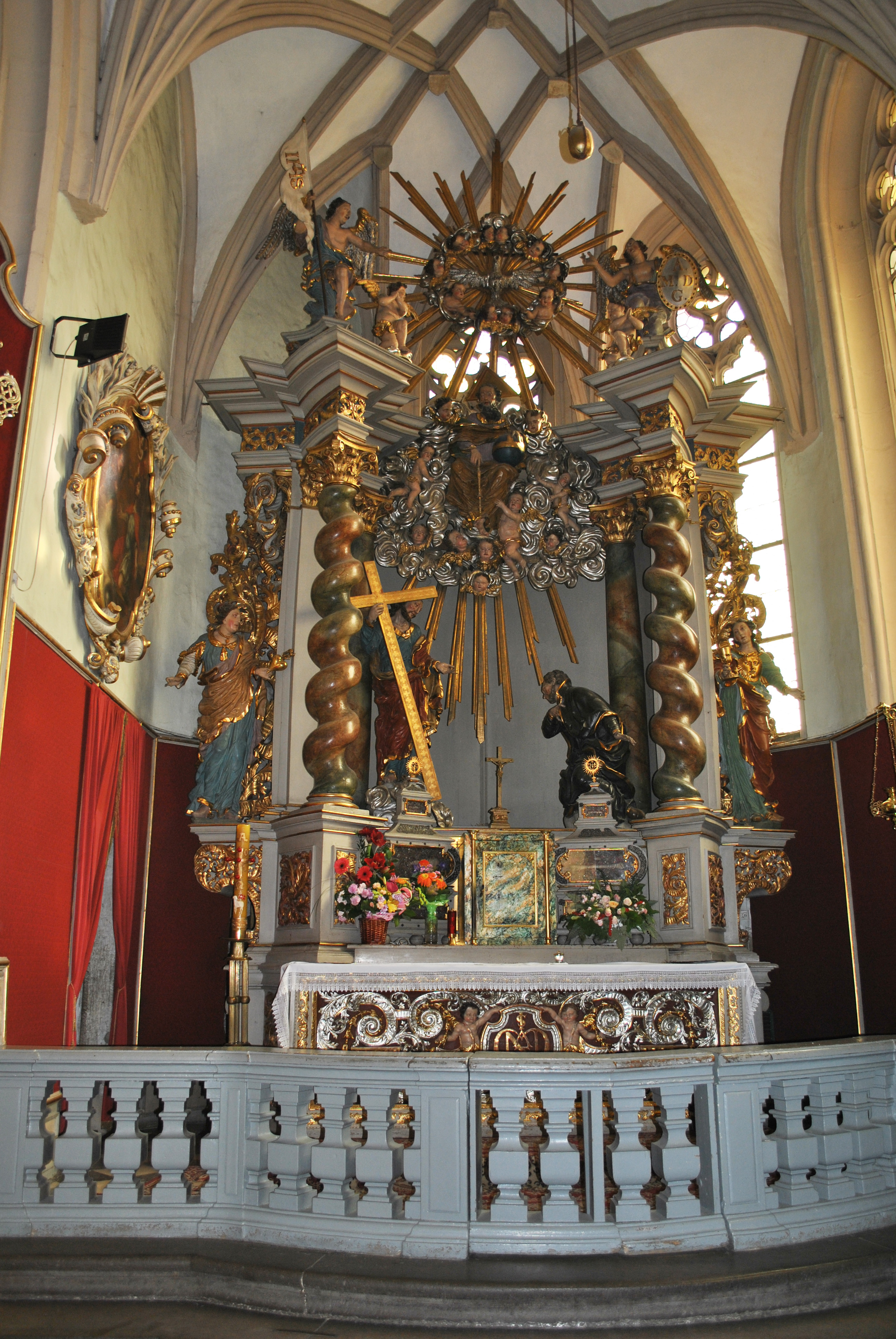
Oltář sv. Ignáce z Loyoly (1712–1213), kostel Nanebevzetí Panny Marie, Kladsko

Bezesporu nejznámějším jeho dílem se stala výzdoba kostela Sv. Petra a Pavla v Dušníkách. Uvádí se, že zde působil v období 1717 až 1725 (1728), což je značně dlouhá doba, takže nepochybně pracoval i na jiných zakázkách, rozhodně v Šumperku. Zde je k vidění hlavní oltář a kazatelna ve tvaru velryby (1718, byla dlouho mylně považována za práci Michaela Klahra staršího.) 

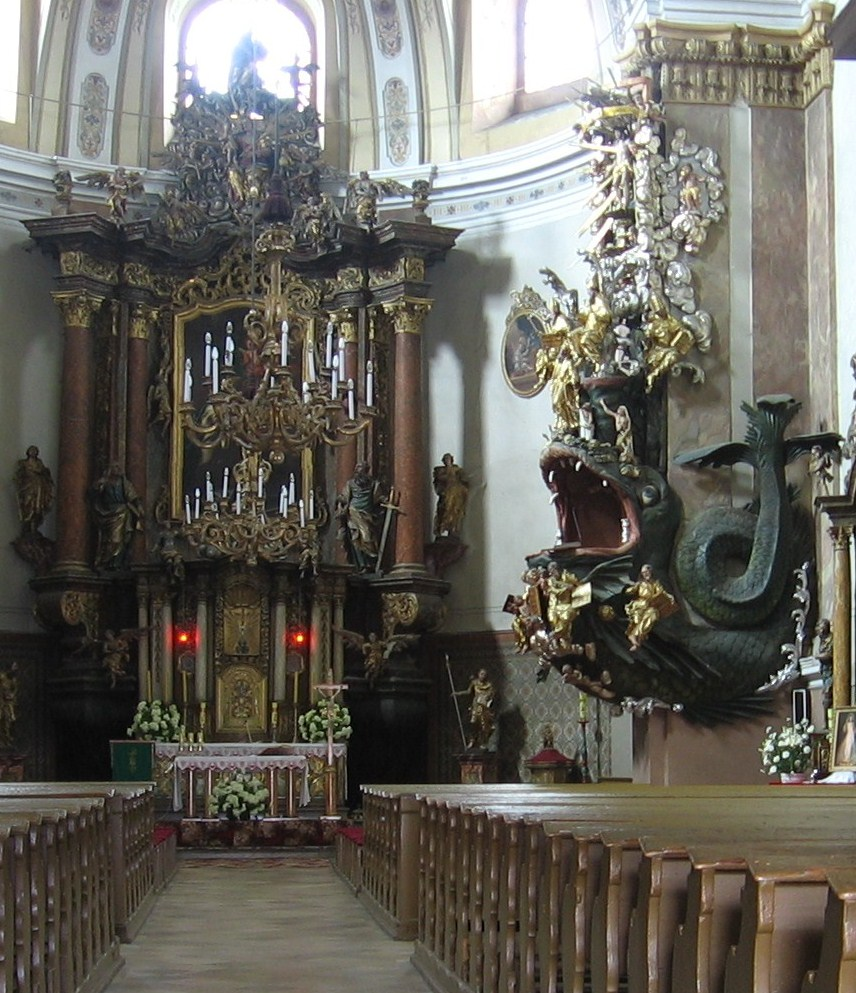
Hlavní oltář a kazatelna ve tvaru velryby (1717–1728), kostel Sv. Petra a Pavla, Dušníky

### Horní Slezsko
V roce 1728 Kladsko opustil a až do smrti působil v Horním Slezsku v dnešním Niemodlinu. Zde žil a sochařský ateliér vedl do roku 1734. Po příchodu do Horního Slezska se na čas usadil v městě Grottkau u Opolí, kde při tamním kostele Sv. Archanděla Michaela vytvořil monumentální hlavní oltář (1728–1729).

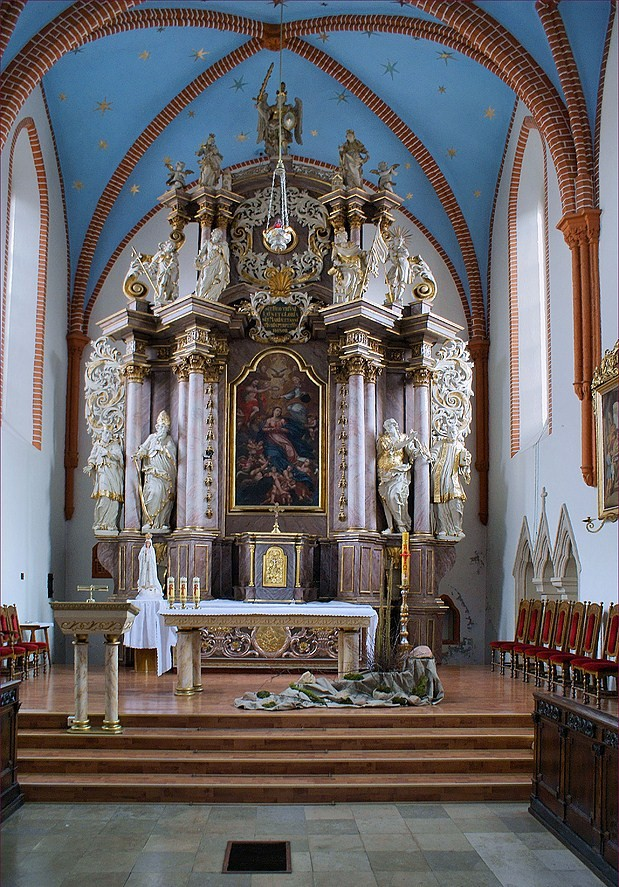
Hlavní oltář (1728–1729), kostel Sv. Archanděla Michaela, Grodków

Jednou z jeho posledních církevních zakázek byla práce pro cisterciácký konvent a klášterní kostel Nanebevzetí Panny Marie v pruské části Slezska, v opolské Jemielnici, který v roce 1733 kompletně vyhořel. Zde postavil v roce 1734 nový hlavní oltář ve stylu Régence. 

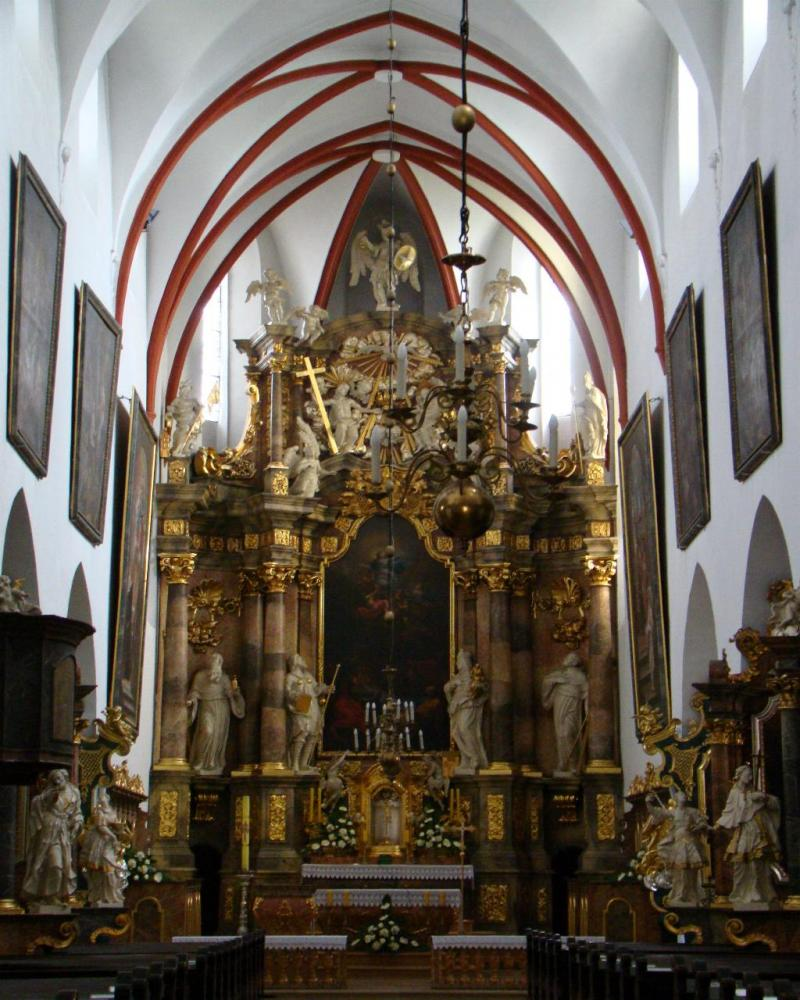
Hlavní oltář (1734), kostel Nanebevzetí Panny Marie, Jemielnica

### Severní Morava a Šumperk
Pokud jde o jeho účast na mariánském sloupu v Šumperku, je nutno si uvědomit, že Kladsko patřilo až do roku 1742 k území Českého království. Údolím Moravy procházela do Kladska obchodní cesta, vedoucí přes Staré Město a Kladské sedlo (zde rovněž spolupracoval na sochařské výzdobě kostela v Branné a pro kostel sv. Anny ve Starém Městě pod Sněžníkem vytvořil mezi léty 1712–1716 sousoší sv. Anna Samatřetí) do města Kladska, které bylo neméně důležitým obchodním a kulturním centrem než Olomouc. A protože i vzdálenost se výrazněji neliší, není divu, že Šumperk měl s tímto hrabstvím výraznější vztahy, než si dnes dokážeme představit.
V letech 1714–1715 zasáhla Šumperk velká morová epidemie, která si vyžádala 185 obětí. Lidé v těch dobách věřili, že před nemocemi a pohromami je mohou ochránit nejrůznější předměty nebo i kamenný sloup. Šumperané se proto rozhodli pro stavbu morového sloupu. Nenašel se snad nikdo, kdo by na jeho stavbu nepřispěl. Během krátké doby (1718–1720) vyrostl na obnažené skále mariánský sloup, který se neliší od jiných morových sloupů.
Je ozdoben sochami světců, kteří měli město chránit před morovou nákazou. Jsou to sv. Josef, sv. Petr, papež Řehoř XII., sv. Jan Nepomucký, sv. Šebestián, sv. Roch, sv. František Xaverský a sv. Bruno. Na samém vrcholu je socha Panny Marie Neposkvrněného početí. Ve spodní části se nachází jeskyně s ležící sochou sv. Rozálie Palermské. Morový sloup nalezneme vedle radnice a dnes je neodmyslitelnou součástí města.

## Charakteristika stylu
Odborníky je považován za precizního, dobře technicky vybaveného sochaře s málo originální, schematickou tvorbou. Tímto hodnocením se ovšem nedejme nijak zmást. Měl totiž tak trochu „smůlu“ v tom, že působil v Kladsku právě v období, kdy se zde vytvořila velká koncentrace mimořádně nadaných a schopných sochařů, nad nimiž ční Michael Klahr starší (1693–1742). Rozhodně lze říci, že v Olomouci v době, kdy Šumperští pomýšleli na stavbu mariánského sloupu, tak kvalitní umělci nebyli. Konkurence v Kladsku byla tak veliká, že se (ale patrně také Ignác Rohrbach) musel ohlížet po zakázkách i mimo kladskou kotlinu (například v Branné a ve Starém Městě), aby ji posléze zcela opustil.
Byl především řezbářem, nepochybně však uměl pracovat i s kamenem. Šumperské sochy na mariánském sloupu z roku 1719 nicméně dokazují, že mu opracování velkých kusů materiálu přece jen činilo jisté potíže, což se projevilo v nedostatcích celku, na které upozornil v restaurátorské zprávě sochař Aleš Rozehnal, zatímco detail, což je pro řezbáře typické, je zvládnut bravurně. Srovnáme-li jeho známou řezbářskou tvorbu s šumperskými skulpturami, nemusíme být na pochybách, že se jedná i v tomto případě o jeho dílo – typické je hlavně propojení oblouků obočí s kořenem vždy ve tváři dominujícího nosu.

## Seznam děl
- Hlavní oltář (1705, odstraněn 1751), sv. Blažej a sv. Valentin (1705), farní kostel Povýšení sv. Kříže, Konradswalde (po 1945 polsky Konradów, česky Konrádov nebo Kunratice[8]
- Čtrnáct svatých pomocníků (1704), farní kostel jezuitů Nanebevzetí Panny Marie, Kladsko
- Oltář sv. Ignáce z Loyoly (1712–1713), farní kostel jezuitů Nanebevzetí Panny Marie, Kladsko
- Sv. Anna Samatřetí (1712–1716), farní kostel Sv. Anny, Staré Město pod Sněžníkem
- kazatelna (1715-1717), kaple Navštívení Panny Marie "V lipkách", Rýmařov
- Hlavní oltář a kazatelna ve tvaru velryby (1717–1728), farní kostel Sv. Petra a Pavla, Duszniki-ZdrójDušníky
- Mariánský sloup (1719), Šumperk
- Hlavní oltář s postavami (1728–1729), farní kostel Sv. Archanděla Michaela, Grottkau
- Hlavní oltář ve stylu Régence (1734), bývalý klášterní kostel cisterciáků Nanebevzetí Panny Marie, Jemelnice